# 蒲牢

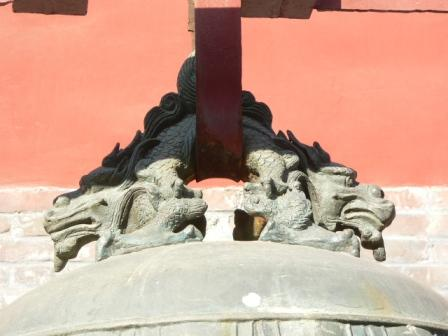
蒲牢，大钟的提钮

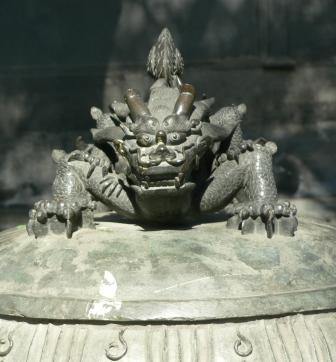
蒲牢正面

蒲牢，中國民間傳說中龍生九子之一，受擊就大聲吼叫，充作洪鐘提樑的獸鈕，助其鳴聲遠揚。傳說其生性害怕鯨魚，因此鑄有蒲牢形象的大鐘，通常用刻畫有鯨魚形象的鐘槌撞擊，以使其聲音更加洪亮。

## 當代文化
- 在2022年動畫電影《新神榜：楊戩》中，蓬萊天牢外守門撞鐘的「警衛」原型是蒲牢。

## 相關
- 中國妖怪列表